# 魏恩施特拉瑟地区瓦亨海姆
魏恩施特拉瑟地区瓦亨海姆（發音：[ˈvaxn̩ˌhaɪm ʔan deːɐ̯ ˈvaɪnˌʃtʁaːsə]）是德国莱茵兰-普法尔茨州巴特迪克海姆县的城市，面积24.97平方千米，2023年12月31日人口为4,535人。